# Sebastian Chmara
Sebastian Michał Chmara (ur. 21 listopada albo 22 listopada 1971 w Bydgoszczy) – polski lekkoatleta, który specjalizował się w wielobojach, trener i działacz sportowy, samorządowiec, komentator TVP. 30 listopada 2024 został wybrany na prezesa PZLA.

## Życie prywatne
W 1991 został absolwentem szkoły średniej – technikum mechanicznego (specjalizacja budowy maszyn). Studiował w Wyższej Szkole Pedagogicznej w Bydgoszczy. W 1996 brał udział w igrzyskach olimpijskich, w 1998 został halowym mistrzem Europy, a w 1999 halowym mistrzem świata. Po zakończeniu kariery zawodniczej zajmował się działalnością sportową – był trenerem, prezesem CWZS Zawisza Bydgoszcz, współorganizatorem halowego mityngu Pedro's Cup oraz komentatorem i ekspertem podczas transmisji zawodów lekkoatletycznych w TVP. Pełnił służbę zawodową w Wojsku Polskim w stopniu starszego sierżanta. W 2003 wystąpił w epizodycznej roli w serialu Sąsiedzi (odc. 10: Niebezpieczna gra). Od 2009 jest wiceprezesem Polskiego Związku Lekkiej Atletyki, a w 2011 został wiceprezydentem Bydgoszczy. Brat stryjeczny tyczkarza Mirosława Chmary. Został członkiem honorowego komitetu poparcia Bronisława Komorowskiego przed wyborami prezydenckimi w Polsce w 2015 roku.
Jego syn, Sebastian Chmara uprawia skok o tyczce.

## Kariera sportowa
Karierę sportową zaczynał od kajakarstwa, ale szybko porzucił tę dyscyplinę i zajął się lekkoatletyką. W 1989 był czternasty w rywalizacji dziesięcioboistów podczas mistrzostw Europy juniorów, a rok później zajął siódme miejsce na juniorskich mistrzostwach świata. Zdobył srebrny medal na uniwersjadzie w 1995 w Fukuoce. Na początku 1996 był czwarty w halowych mistrzostwach Europy, a latem zajął piętnaste miejsce w igrzyskach olimpijskich. Nie ukończył siedmioboju na halowych mistrzostwach globu oraz dziesięcioboju na mistrzostwach świata, rozgrywanych w 1997 roku. W 1998 został w sezonie zimowym halowym mistrzem Europy, a latem nie ukończył konkurencji na czempionacie Starego Kontynentu. Zwyciężył w siedmioboju na halowych mistrzostwach świata w Maebashi w 1999. Reprezentował Polskę w pucharze Europy w wielobojach lekkoatletycznych oraz startował w prestiżowym Hypo-Meeting w Götzis.
Wielokrotnie zdobywał medale mistrzostw Polski seniorów – w dziesięcioboju zdobył dwa złota (Kielce 1991 i Zielona Góra 1994), srebro (Kielce 1990) oraz brąz (Piła 1990). Chmara ma na koncie także brązowy medal mistrzostw kraju w skoku o tyczce (Bydgoszcz 1997).
Czterokrotnie był halowym mistrzem Polski w siedmioboju (Spała 1991, Spała 1993, Spała 1994 i Spała 1999). Ma na koncie dwa srebra halowego czempionatu – w 1999 był drugi w skoku o tyczce, a w 2001 w siedmioboju.
W czasie swojej kariery trzy razy poprawiał rekord Polski. Chmara był pierwszym polskim lekkoatletą, który w dziesięcioboju uzyskał wynik ponad 8500 punktów. Swój najlepszy wynik w dziesięcioboju, jednocześnie rekord Polski, osiągnął w 1998 w Alhama de Murcia (8566 pkt), w siedmioboju również w 1998 w Walencji (6415 pkt).

## Osiągnięcia
| Rok  | Impreza                              | Miejsce    | Konkurencja   | Pozycja     | Wynik     |
| ---- | ------------------------------------ | ---------- | ------------- | ----------- | --------- |
| 1989 | Mistrzostwa Europy juniorów          | Varaždin   | dziesięciobój | 14. miejsce | 6880 pkt. |
| 1990 | Mistrzostwa świata juniorów          | Płowdiw    | dziesięciobój | 7. miejsce  | 7211 pkt. |
| 1995 | Mistrzostwa świata                   | Göteborg   | dziesięciobój | DNF         | –         |
| 1995 | Uniwersjada                          | Fukuoka    | dziesięciobój | 2. miejsce  | 8014 pkt. |
| 1996 | Halowe mistrzostwa Europy            | Sztokholm  | siedmiobój    | 4. miejsce  | 6016 pkt. |
| 1996 | Igrzyska olimpijskie                 | Atlanta    | dziesięciobój | 15. miejsce | 8249 pkt. |
| 1997 | Halowe mistrzostwa świata            | Paryż      | siedmiobój    | DNF         | –         |
| 1997 | II liga pucharu Europy w wielobojach | Maribor    | dziesięciobój | 1. miejsce  | 8290 pkt. |
| 1997 | Mistrzostwa świata                   | Ateny      | dziesięciobój | DNF         | –         |
| 1998 | Halowe mistrzostwa Europy            | Walencja   | siedmiobój    | 1. miejsce  | 6415 pkt. |
| 1998 | I liga pucharu Europy w wielobojach  | Bressanone | dziesięciobój | 1. miejsce  | 8067 pkt. |
| 1998 | Mistrzostwa Europy                   | Budapeszt  | dziesięciobój | DNF         | –         |
| 1999 | Halowe mistrzostwa świata            | Maebashi   | siedmiobój    | 1. miejsce  | 6386 pkt. |

## Rekordy życiowe
| Konkurencja   | Wynik     | Data          | Miejsce          | Uwagi                |
| ------------- | --------- | ------------- | ---------------- | -------------------- |
| Dziesięciobój | 8566 pkt. | 17 maja 1998  | Alhama de Murcia | rekord Polski        |
| Pięciobój     | 3818 pkt. | 15 marca 2001 | Warszawa         |                      |
| Siedmiobój    | 6415 pkt. | 1 marca 1998  | Walencja         | halowy rekord Polski |

- Bieg na 60 metrów – 7,14 (1999)
- Bieg na 100 metrów – 10,97 (1998)
- Bieg na 400 metrów – 47,76 (1998)
- Bieg na 60 metrów przez płotki – 7,92 (1998)
- Bieg na 110 metrów przez płotki – 14,25 (1998)
- Skok wzwyż – 2,17 (hala 1998)
- Skok o tyczce – 5,30 (hala 1999)
- Skok w dal – 7,65 (1998)
- Pchnięcie kulą – 16,03 (1998)
- Rzut dyskiem – 44,39 (1998)
- Rzut oszczepem – 58,02 (2000)

## Odznaczenia
- Złoty Krzyż Zasługi – 2011[19][20]
- Srebrny Krzyż Zasługi – 2007[21]